# Deutsche Wochenzeitung für die Niederlande

Sonderausgabe der Deutschen Wochenzeitung für die Niederlande und Belgien (1918)

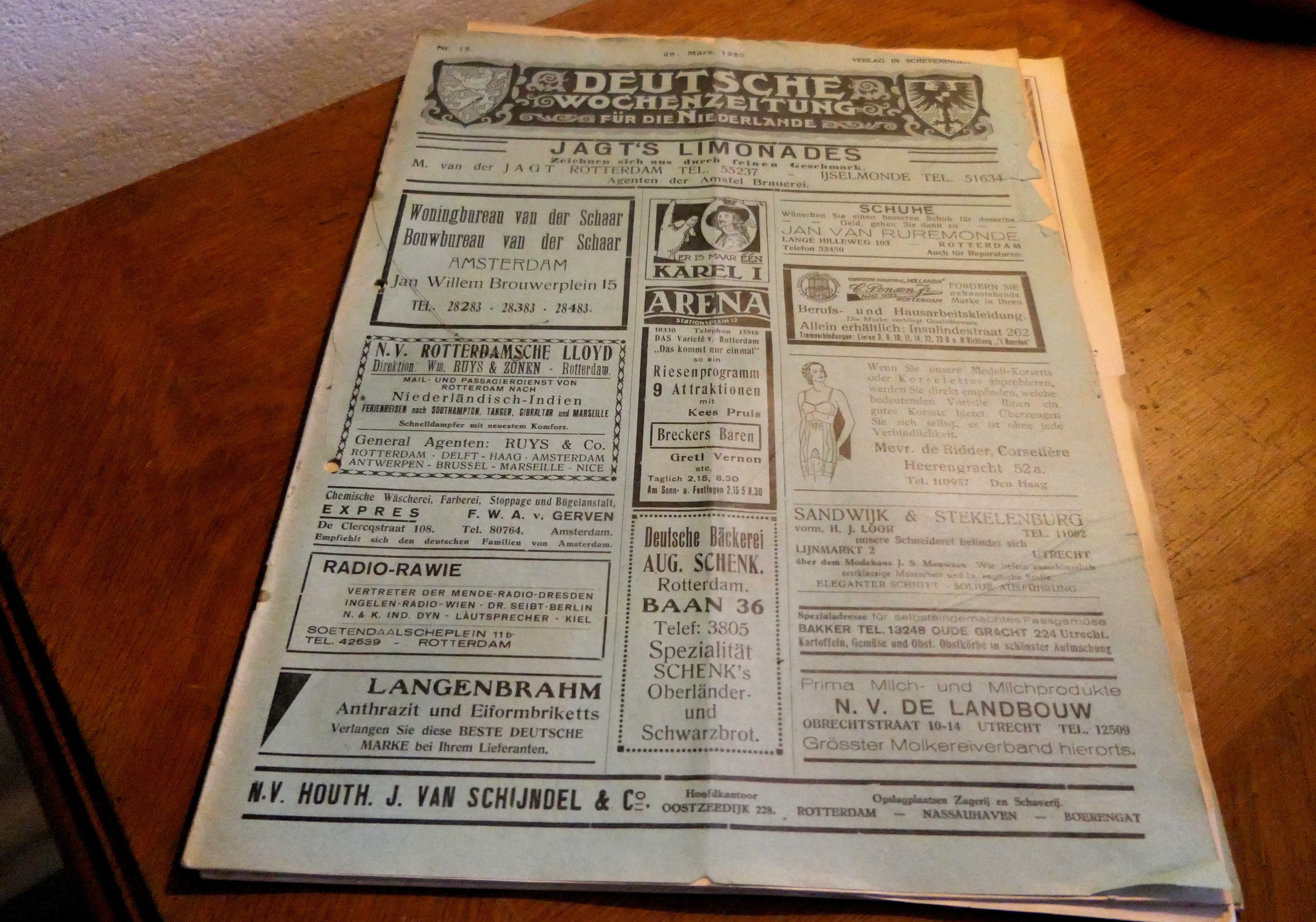
Kaiser Wilhelm II wohnte in Huis Doorn Niederlande von 1919 bis 1941 und hatte dieses Exemplar zuhause

Die Deutsche Wochenzeitung für die Niederlande war eine Zeitung mit Erscheinungsort zunächst in Haarlem, später in Amsterdam, die sich für die Stärkung der deutsch-niederländischen Beziehungen einsetzte. Die erste Ausgabe erschien am 18. Januar 1893 unter der Chefredaktion von August Prell, einem gebürtigen Bayern, der in den Dienst der Kolonialarmee in Niederländisch-Indien getreten war und sich anschließend in Amsterdam niedergelassen hatte. Die Zeitung änderte während seiner Zeit als Chefredakteur mehrfach ihren Namen, zunächst hieß sie Deutsche Wochenzeitung in den Niederlanden, anschließend von 1906 an Deutsche Wochenzeitung für die Niederlande und Belgien, bis sie zuletzt 1919 in Deutsche Wochenzeitung für die Niederlande umbenannt wurde. Sie hatte 5.000 bis 6.000 Abonnenten.
Dem Konzept getreu wurde 1919 der niederländische Anwalt, Journalist und Publizist Benno Jules Stokvis, dessen Mutter deutscher Herkunft war, als Autor ins Blatt geholt; er blieb der Zeitung bis 1925 verbunden. Prell wurde beim Ausbruch des Ersten Weltkriegs beschuldigt, ein deutscher Spion zu sein, und wandte sich daraufhin an den Journalistenverband Nederlandsche Journalistenkring. Dieser entlastete ihn nach einer Untersuchung, worauf er rehabilitiert wurde. Prell führte die Zeitung bis zu seinem Tod im Jahr 1926 weiter, daraufhin wurde die Leitung von seinen Söhnen übernommen.
Nach der nationalsozialistischen Machtergreifung in Deutschland stellte sich das Blatt hinter die neue Ordnung und beschäftigte ab 1935 den prodeutschen Historiker und Philosophen Hendrik Krekel als Autor, von dessen Beiträgen der Jahre 1936 bis 1940 eine Auswahl als Buch unter dem Namen „Politik und Seele Hollands“ veröffentlicht wurde. Nach der Besetzung der Niederlande wurde die dortige Presselandschaft durch die deutschen Besatzer auf den Kopf gestellt, zudem erschien mit der täglichen Deutschen Zeitung in den Niederlanden bereits von Juni 1940 an eine Konkurrenz, die sich der Bevorteilung gegenüber der restlichen Inlandspresse sicher sein konnte. Die Deutsche Wochenzeitung für die Niederlande konnte sich nicht länger halten und stellte im Frühjahr 1942 ihr Erscheinen ein. August Prells Sohn H.F.M.W. Prell erhielt nach dem Krieg von der niederländischen Pressesäuberungskommission ein 15-jähriges Berufsverbot.